# Daniel A. Reed (Politiker)

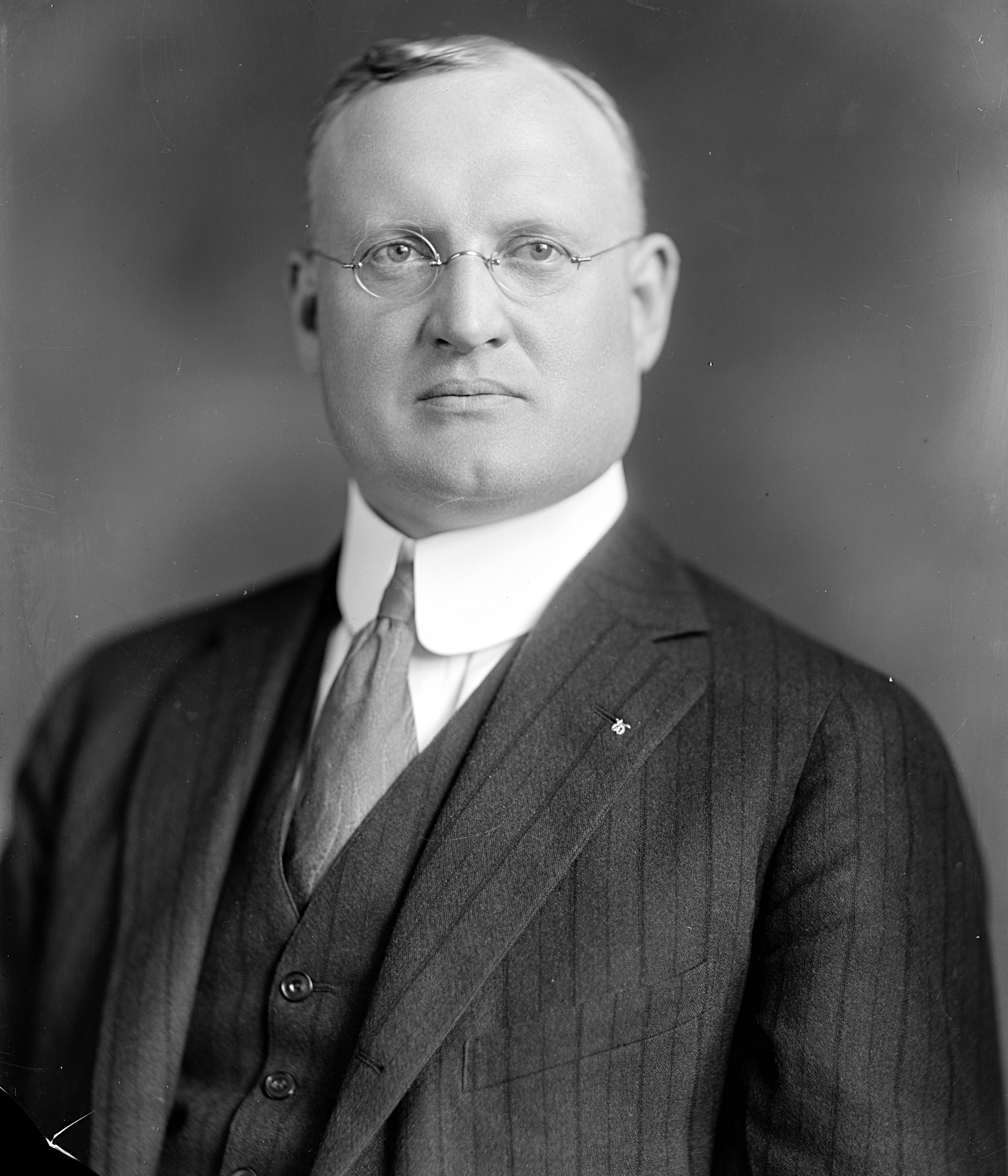
Daniel A. Reed

Daniel Alden Reed (* 15. September 1875 in Sheridan, Chautauqua County, New York; † 19. Februar 1959 in Washington, D.C.) war ein US-amerikanischer Politiker. Zwischen 1919 und 1959 vertrat er den Bundesstaat New York im US-Repräsentantenhaus.

## Leben
Daniel Reed besuchte die öffentlichen Schulen seiner Heimat und studierte danach bis 1898 an der Cornell University in Ithaca. Während seiner Schulzeit war er auch ein erfolgreicher Trainer im College Football. Nach einem anschließenden Jurastudium und seiner im Jahr 1900 erfolgten Zulassung als Rechtsanwalt begann er in Silver Creek und später in Dunkirk in diesem Beruf zu arbeiten. Von 1903 bis 1909 war er juristisch für die Staatsregierung tätig. In den Jahren 1917 und 1918 wurde er während des Ersten Weltkrieges von der Bundesregierung auf eine Sondermission nach Frankreich geschickt. Später wurde er einer der Direktoren der Firma Dunkirk Trust Co. Außerdem hielt er unter anderem Vorträge zum Thema Handel.
Politisch schloss sich Reed der Republikanischen Partei an. Bei den Kongresswahlen des Jahres 1918 wurde er im 43. Wahlbezirk von New York in das US-Repräsentantenhaus in Washington gewählt, wo er am 4. März 1919 die Nachfolge von Charles Mann Hamilton antrat. Nach 20 Wiederwahlen konnte er bis zu seinem Tod am 19. Februar 1959 im Kongress verbleiben. In den Jahren 1919 und 1920 wurden der 18. und der 19. Verfassungszusatz ratifiziert. Dabei ging es um das Verbot des Handels mit alkoholischen Getränken bzw. um die bundesweite Einführung des Frauenwahlrechts. Seit 1933 wurden die New-Deal-Gesetze der Roosevelt-Regierung verabschiedet. 1935 wurden erstmals die Bestimmungen des 20. Verfassungszusatzes angewendet, wonach die Legislaturperiode des Kongresses jeweils am 3. Januar endet bzw. beginnt. Seit 1941 war auch die Arbeit des Kongresses von den Ereignissen des Zweiten Weltkrieges geprägt.
Nach diesem Krieg erlebte Reed den beginnenden Kalten Krieg, den Koreakrieg und den Anfang der Bürgerrechtsbewegung. In den Jahren 1945 bis 1953 vertrat er den nur während dieser Zeit bestehenden 45. Wahlbezirk im Kongress. Anschließend kehrte er in den 43. Distrikt zurück. Während seiner langen Zeit als Abgeordneter war Daniel Reed Vorsitzender mehrerer Ausschüsse. Von 1923 bis 1925 leitete er das Committee on Industrial Arts and Expositions,  von 1925 bis 1931 den Bildungsausschuss und von 1953 bis 1955 das Committee on Ways and Means Gleichzeitig zu diesem stand er dem Joint Committee on Internal Revenue Taxation vor. In den Jahren nach dem Zweiten Weltkrieg vertrat er die Vereinigten Staaten auf vier Konferenzen der Interparlamentarischen Union in Italien, Schweden, der Schweiz und Frankreich.